# 시스템 패키지 데이터 익스체인지

시스템 패키지 데이터 익스체인지(Software Package Data Exchange, SPDX, 이전 명칭: 소프트웨어 패키지 데이터 익스체인지, Software Package Data Exchange)은 디지털 구성 요소가 있는 시스템을 BOM(Bill of Materials)으로 표현할 수 있는 개방형 표준이다. 원래 소프트웨어 구성 요소를 설명하도록 설계된 SPDX는 소프트웨어 시스템, AI 모델, 소프트웨어 빌드, 보안 데이터 및 기타 데이터 패키지의 구성 요소를 설명할 수 있다. SPDX는 구성 요소, 라이선스, 저작권, 보안 참조 및 시스템과 관련된 기타 메타데이터를 표현할 수 있도록 한다.
SPDX의 원래 목적은 라이선스 준수를 개선하는 것이었으며, 이후 공급망 투명성 및 보안과 같은 추가 사용 사례를 용이하게 하기 위해 확장되었다. SPDX는 리눅스 재단의 후원을 받는 주요 산업 전문가, 조직 및 오픈 소스 애호가가 참여하는 커뮤니티 중심 SPDX 프로젝트에서 작성했다.
SPDX 사양은 ISO/IEC 5962:2021로 보안, 라이선스 준수 및 기타 소프트웨어 공급망 아티팩트에 대한 국제 개방형 표준으로 인정받고 있다. 현재 표준 버전은 3.0이다.

## 같이 보기
- 라이선스 범람